# موریس کرپانتیه
موریس کرپانتیه (فرانسوی: Maurice Carpentier‎؛ زادهٔ ۲۲ ژوئن ۱۹۲۱) دوچرخه‌سوار اهل فرانسه است.